# Zebittium editum
Zebittium editum är en snäckart som beskrevs av Powell 1930. Zebittium editum ingår i släktet Zebittium och familjen Cerithiidae. Inga underarter finns listade i Catalogue of Life.